# Gulyás Andrea Katalin
Gulyás Andrea Katalin (Budapest, 1986. március 12. –) magyar képzőművész. Hivatalos neve Kótai-Gulyás Andrea Katalin, de a művészeti közéletben férjezett nevét nem használja.

## Élete
Budapesten született, 2011 óta Mezőszemerén él férjével, a szintén képzőművész Kótai Tamással.

## Munkássága
A budapesti Novus Művészeti Iskolában grafikus OKJ-s szakvizsga megszerzését követően 2012-ben elvégezte az egri Eszterházy Károly Egyetem grafika BA szakát, majd Vizuális- és Környezetkultúra és Tehetségfejlesztő tanár MA diplomát szerzett 2016-ban.
Az egyetemi évek alatt a képgrafika, azon belül is a litográfia technikája érdekelte, de a mesterképzés ideje alatt már szinte kizárólag festéssel foglalkozott. Azóta is ez a médium áll legközelebb hozzá, de készít installációkat, számítógépes grafikákat is.
2007 óta rendszeresen szerepel kiállításokon. 2018-ban Kótai Tamással és Huszár Imrével létrehozták a Szabadkéz Galériát (Szihalom, Magyar-Tár-Ház), ahol rendszeresen kortárs képzőművészeti kiállításokat rendeznek, illetve nyaranta három hetes művésztelepet szerveznek, ahova minden évben 10 képzőművészt hívnak meg.
Gulyás Andrea Katalin műveiben megtalálhatóak hiperrealisztikus elemek, de ugyanakkor az egyetemes kérdéseket, igazságokat boncolgató témái a metafizika világába kalauzolnak.
„Gulyás Andrea Katalin festészete a realizmusból kibontott talányos és jelképpé alakított metafizikus festészeti hagyományok folytatása. Ambivalens jelentésű képei verbalizálhatatlan régiók vizuális feltárásai – a filozófiai jelentés és optikai ábrázolás talányos egybekapcsolása által. Látszat, valóság és az ábrázolási konvenciók közötti viszonyok parabolisztikus kiforgatása által szimbolikus jelentéssel bíró konceptuális festményeket készít, nem mondva le a festészeti hagyományok érzéki, emocionális összetevőiről. Emblematikus jellegű, felnagyított képi elemek, elbizonytalanított terek, egyszerre analitikus és abszurd tárgyi konstrukciók segítségével az optikai látszaton túlmutató valóságunkra kérdez rá összetett jelentésű képeivel”.." Gaál József

## Kiállításai

### Egyéni kiállítások
2011. Kétrét, Hallgatói Galéria, Eger (Ádám Gergővel)
2012. Kiállítás/Exhibition, Hallgatói Galéria, Eger (Buka Zsuzsával)
2014. Minden rendben van, Tat galéria, Budapest
2019. Szakadozó jel, Mamű Galéria, Budapest (Kótai Tamással és Lipkovics Péterrel)
2019. Felhőszakadás, Szabadkéz Galéria, Szihalom (Huszár Imrével és Lipkovics Péterrel

### Csoportos kiállítások (válogatott)
2007. MAMÜ galéria, Budapest
2008. Millenáris park, Budapest
2010. Klauzál Gábor Művelődési Ház, Budapest
2010. MAMÜ galéria, Budapest
2010. I. Székelyföldi Grafikai  Biennálé, Románia
2010. Gárdonyi Géza Színház, Eger
2011. Templom Galéria, Eger
2011. Országos Művészeti Diákkonferencia, Sopron
2011. III. Víz és Élet Képzőművészeti Biennálé, Baja
2011. XXV. Miskolci Grafikai Triennálé, Miskolc
2011. I. Rajz és Képgrafikai Biennálé, Győr
2011. XV. Szegedi Művésztelep kiállítása, REÖK, Szeged
2012. Karinthy szalon, Budapest
2013. Országos Művészeti Diákkonferencia, Eger
2013. Budapest Art Expo Friss, Szentendre
2013. Salgótarjáni Tavaszi Tárlat, Salgótarján
2013. Genius Loci II., Régi Művésztelep Galéria, Szentendre
2014. Bukowsky a Süsüben, József Attila Művelődési Ház, Budapest
2014. ’Írka’, Jurányi Ház, Budapest
2014. XXVI. Miskolci Grafikai Triennálé, Miskolc
2014.’ 500+1- az európai grafika ünnepe’, Műterem Galéria, Debrecen
2015. Miskolci Grafikai Triennálék válogatott anyagának kiállítása, Bánffy Palota, Kolozsvár
2015. XXI. Szegedi Művésztelep zárókiállítása, Reök Palota, Szeged
2015. Parafrázisok – Klasszikusok újragondolva, Újlipótvárosi Galéria, Budapest
2016. Gém / gamekapocs. Modem, Debrecen
2017. XVII. Miskolci Grafikai Triennálé, Miskolci Galéria, Miskolc
2017. III. Óbudai Képzőművészeti Tárlat, Esernyős galéria, Óbuda
2017. Visszacsatolási effektus, Mamű galéria, Budapest
2018. Élő magyar festészet, Kepes Intézet, Eger
2018. YG ART FAIR, Godot Kortárs Művészeti Intézet, Budapest
2019. Somorjai Művésztelepek, válogatott kiállítás, MAMÜ galéria, Budapest
2019. 1814 m – Mezőszemerei művészek kiállítása, Szabadkéz Galéria, Szihalom
2019. Dadabánya, Tatabánya

## Díjak
2011. Országos Művészeti Diákkonferencia, Sopron, 3. díj
2013. Országos Művészeti Diákkonferencia, Eger, különdíj
2014. XXVI. Miskolci Grafikai Triennálé, Eszterházy Károly Főiskola Vizuális Művészeti Tanszék díja
2015. 38. Szegedi Nyári Tárlat, Csongrád Megyei Önkormányzat díja
2017. Nemzeti Kulturális Alap alkotói ösztöndíja
2018. Nemzeti Kulturális Alap alkotói ösztöndíja
2019. Godot Art Fair, 1. díj